# Бутчинская волость
Бутчинская (Будчинская) волость — административно-территориальная единица в составе Жиздринского уезда (c 1922 — Бежицкого уезда).
Административный центр — село Бутчино (Бутчина).

## История
По материалам ревизских сказок, волость образована между 1782 и 1795 годами на бывших вотчинных землях Брянского Петровского (Петропавловского) монастыря, до 1782 года находившихся в составе Фощенской (Фошнянской) волости Жиздринской округи Калужского наместничества. В 1795 году — Бутчинская волость Жиздринской округи Калужского наместничества. В 1811 году — экономическая Бутчинская волость Жиздринского уезда Калужской губернии. В середине XIX века (по ревизским сказкам 1850 и 1858 годов) территория относилась к Кондрыкинской волости Жиздринского уезда, в дальнейшем снова в составе Бутчинской волости.
Население волости составляло в 1880 году — 4351, в 1896 — 4810, в 1913 — 7472, в 1920 — 7196 человек. По данным на 1896 год в волости имелись одна церковно-приходская школа (с. Бутчино), две земские школы (д. Зимницы и д. Ивашковичи) и одна школа грамоты (д. Падерки). К 1913 году число школ увеличилось до шести (добавились церковно-приходские школы в д. Гуличи и д. Лужница).
В конце 19 века волость упоминается как место с относительно высокой долей цыганского населения. «Чем ближе я подвигался к месту жительства Калужских цыган (Бутчинская волость Жиздринского уезда), тем более я убеждался в том, что многие слова из цыганского языка перешли в жаргоны калужских ремесленников». В ревизских сказках 1856 года и в метрических книгах местного прихода действительно эпизодически встречаются записи о крестьянах «из цыган».
В 1920 году волость вместе со всем Жиздринским уездом вошла в состав Брянской губернии, а 9 мая 1922 года была передана в Бежицкий уезд той же губернии и не позднее 1924 года объединена вместе с Семиревской, Дулевской и Грибовской волостями в укрупнённую Мокровскую волость.
В настоящее время бо́льшая часть территории бывшей Бутчинской волости находится в составе сельского поселения «Село Бутчино» Куйбышевского района Калужской области.

## Населённые пункты
В 1896 году в состав Бутчинской волости входили следующие населённые пункты:
- пос. Астаховка (выселок)
- с. Бутчино
- д. Вороненка
- д. Гуличи
- д. Дубровка
- д. Зимницы
- д. Ивашковичи
- д. Лужница
- д. Падерки
- д. Синявка

К 1913 году в составе волости добавились следующие населённые пункты:
- д. Кабачевский выселок
- Фролов выселок

Примерно в то же время в ходе Столыпинской аграрной реформы на территории волости местными крестьянами вышедшими «на отруба» было основано большое количество хуторских хозяйств, которые в ходе коллективизации были либо ликвидированы (напр. Ивашковские хутора) либо сведены в деревни. Таким образом появились населённые пункты Боровинок, Бударка, Бытошь, Ель, Зимницкие Хутора, Лобазово, Неверов, Прогресс, Семичастные хутора, Шелковка (Лужницкие хутора). В настоящее время бо́льшая часть этих новообразованных деревень является нежилыми.